# Thompsontown
Thompsontown est un borough situé dans le comté de Juniata, dans le Commonwealth de Pennsylvanie, aux États-Unis. Lors du recensement de 2010, sa population s’élevait à 697 habitants.
Fondée en 1755 par William Thompson, cette ville abrite la plus ancienne église du comté de Juniata.
Thompsontown est situé dans la partie orientale du comté et est entouré par le canton de Delaware . De nombreux habitants de la ville se rendent au travail à Harrisburg et à Mifflintown .

## Source
- (en) Cet article est partiellement ou en totalité issu de l’article de Wikipédia en anglais intitulé « Thompsontown, Pennsylvania » (voir la liste des auteurs).